# 도사카모역
도사카모역(일본어: 土佐加茂駅)은 일본 고치현 다카오카군 사카와정에 위치한 시코쿠 여객철도 도산 선의 철도역이다. 역 번호는 K11이며, 상대식 승강장 2면 2선의 구조를 갖춘 지상역이다.

## 타는 곳
| 1 | ■ 도산 선 | (하행) | 스사키 · 구보카와 방면        |
| 2 | ■ 도산 선 | (상행) | 이노 · 고치 · 도사야마다 방면 |

## 역 주변
- 국도 제33호선

## 역사
- 1924년 3월 30일 : 개업.
- 1969년 10월 1일 : 배달의 취급을 폐지.
- 1970년 10월 1일 : 무인역화.
- 1987년 4월 1일 : 일본국유철도 분할 민영화에 따라, 시코쿠 여객철도가 승계.

## 인접 역
| 시코쿠 여객철도 도산 선          | 시코쿠 여객철도 도산 선 | 시코쿠 여객철도 도산 선       |
| -------------------------------- | ----------------------- | ----------------------------- |
| K 10 오카바나 다도쓰 · 고치 방면 | 도산 선                 | 니시사카와 K 12 구보카와 방면 |